# 圣玛策林及圣伯多禄墓窟
圣玛策林及圣伯多禄墓窟（義大利語：Catacombe dei Santi Marcellino e Pietro）是古代基督徒的殉道者墓窟，位于古罗马拉比卡納道，即今意大利罗马的卡西利那大道，靠近双桂圣玛策林及圣伯多禄堂。它得名于基督教殉道者圣玛策林及圣伯多禄，传统认为他们埋葬于此，靠近圣谛步爵的尸体。2006年，在这些墓穴发现逾千骸骨。

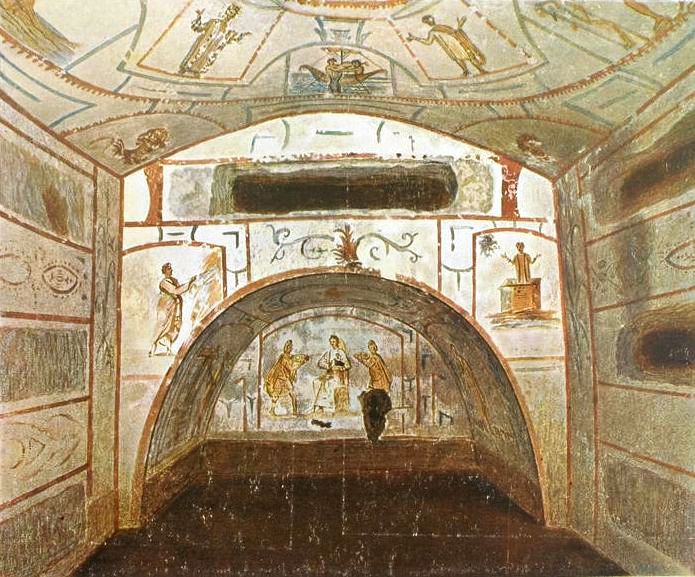
墓窟
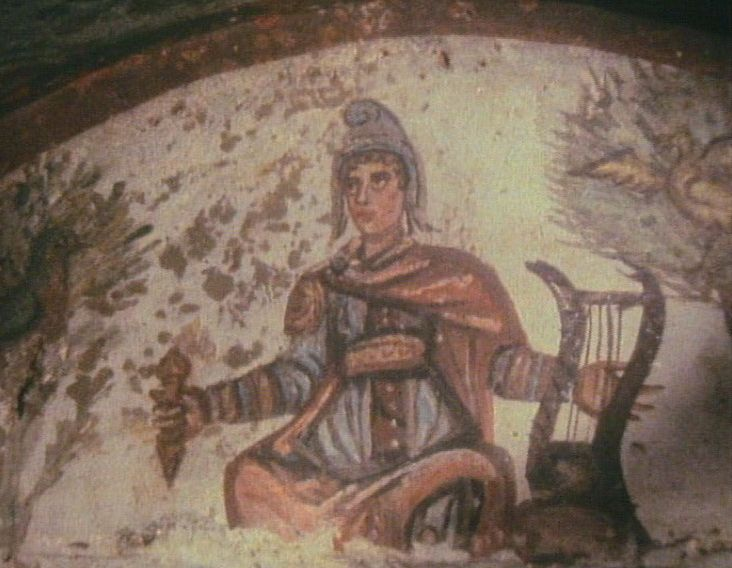
在壁画中基督被描绘成俄耳甫斯
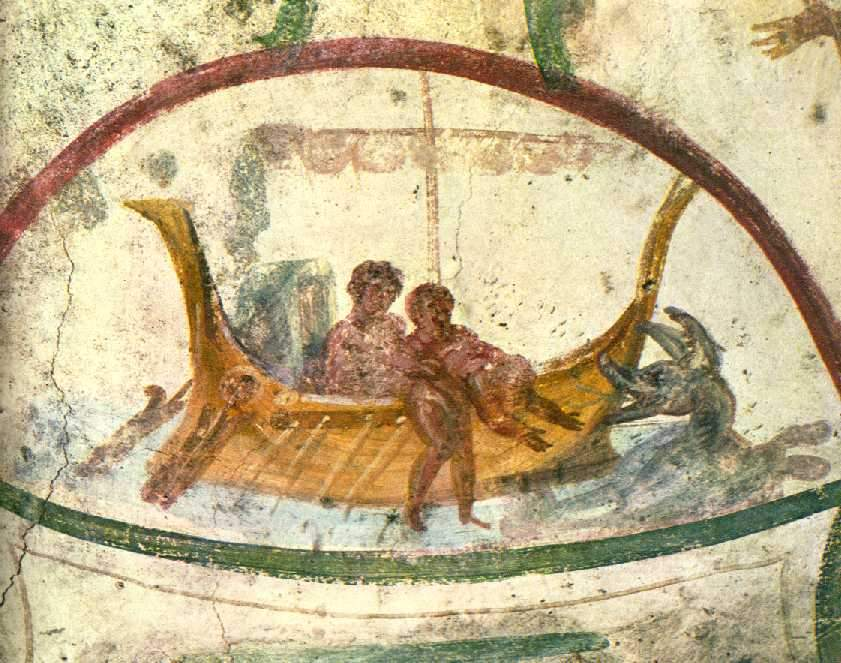
先知约拿落入海中
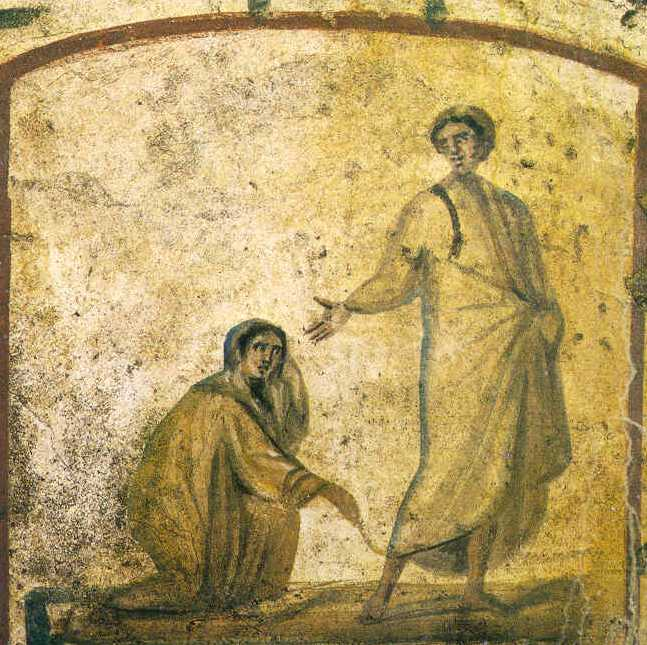
耶穌治愈流血的婦女（英语：Jesus healing the bleeding woman）
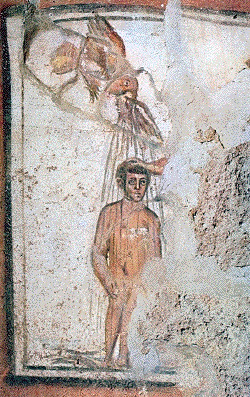
洗禮濕壁畫
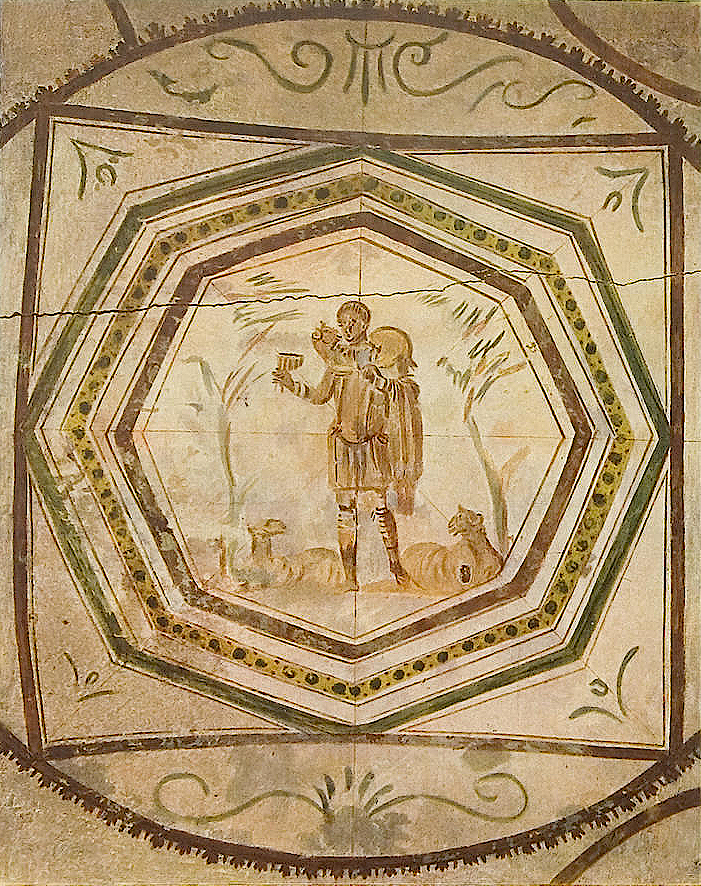
基督是好牧人
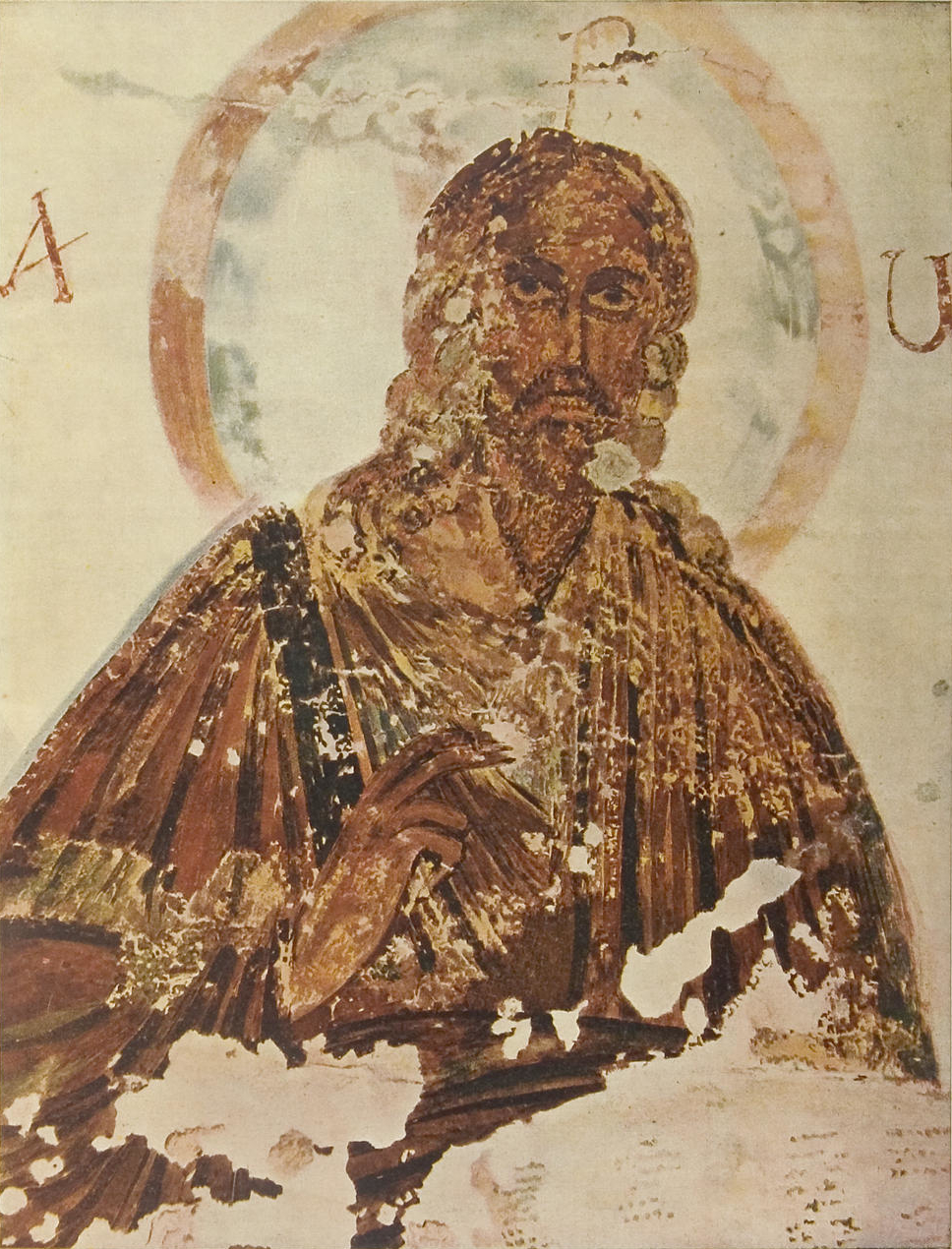
基督